# Kostel svatého Víta (Trstěnice)
Římskokatolický kostel svatého Víta je nejstarší dochovanou památkou v Trstěnicích pocházející pravděpodobně z období kolem roku 1200. První písemná zmínka je z roku 1367. V roce 1384 je kostel uváděn již jako farní kostel. Od roku 1963 je chráněn jako kulturní památka.

## Historie
Kostel byl založen roku 1200, jako velká kaple spadající pod klášter premonstrátů v Teplé, podle listin nalezených při rekonstrukci kostelní věže v roce 1778. Později se dočkala kaple rozšíření v řádný kostel. První písemná zmínka o kostele se nalézá v papežských registrech z roku 1384.
V roce 1660, po třicetileté válce, byl kostel rozšířen a roku 1677 byl zvýšen. Mezi lety 1774–1778 prošel kostel barokní přestavbou, která byla provedena hrabětem Zikmundem z Haimhausenu.

## Současnost
Do současné doby se zachovalo románské jádro s gotickými prvky, které tvoří sakristii kostela. Samotný kostel má podobu pozdního baroka. Interiér je zařízen rokokově

## Krádeže
Od revoluce v roce 1989 byl kostel několikrát vykraden. Poslední krádež byla provedena v noci z 26. na 27. srpna 2010. Rozsah a výše škod všech krádeží je značný vzhledem k historické hodnotě kulturní památky.